# Calisto Bertramo
Calisto Bertramo (* 28. August 1875 in Turin; † 30. September 1941 in Viareggio) war ein italienischer Schauspieler.

## Leben
Bertramo wurde nach Ablegen des Abiturs Teil der Theatergruppe von Pia Marchi Maggi und spielte dort drei Jahre lang Charakterrollen; ab 1898 nahm er dann mit Italia Vitaliani an einer Russland- und Rumänien-Tournee teil. Weitere Engagements hatte er 1900 bei Enrico Reinach/Vittorio Pieri, 1901 bei Virgilio Talli/Irma Gramatica/Oreste Calabresi und 1902 bei Terasa Mariani und Vittorio Zampieri, schließlich bei Emma Gramatica und Leo Orlandini und schließlich bei Ruggero Ruggeri. 1914 war er bei Reinach zurück, nun nicht mehr auf ein Fach festgelegt, und im Jahr darauf war er Teil der Gesellschaft „Fert“, die von Ermete Novelli geleitet wurde. Weitere Stationen waren kurz nach Ende des Ersten Weltkrieges (genauer von 1918 bis 1920) die Schauspielgruppen von Alda Borelli und 1921 die Leitung der „Compagnia del Teatro del Popolo“. Er spielte an der Seite Eleonora Duses bei einigen Stücken in London und leitete dann die Truppe um Tatiana Pavlova. Mit Umberto Casilini und seiner Tochter Letizia Bonini gründete er 1924 eine fünf Jahre lang existierende Gruppierung, der auch Sandro Ruffini, Lina Tricerri und Franco Becci angehörten. Nach einem Engagement für die Opera Nazionale Dopolavoro, als Bertramo in „La figlia di Jorio“ von Alberto Franchetti vielbeachtet wurde, zog er sich nach Villareggio zurück. Von dort aus nahm er noch Gastrollen an und verfolgte seine Filmkarriere.
In Stummfilmzeiten hatte er u. a. an Enrico Guazzonis Messalina teilgenommen; ab 1932 war er in zwanzig Filmen bis zu seinem Tode zu sehen, von denen manche mehr als kommerzielle Dutzendware darstellten.

## Filmografie (Auswahl)
- 1923: Messalina
- 1939: Animali pazzi
- 1941: Il pozzo dei miracoli